# 정몽원
정몽원(鄭夢元, 1955년 8월 4일 ~ )는 대한민국의 기업인이다. 한라그룹을 창업한 정인영의 아들이다. 한라그룹의 회장으로 (주)한라와 만도의 경영권을 가지고 있다. 아이스하키에 관심을 가져 2013년부터 2021년까지 대한아이스하키협회의 회장을 맡았다.

## 생애
현대그룹 창업주 정주영의 동생이자 한라그룹 명예회장을 지낸 정인영의 2남이다. 고려대학교 상대를 졸업하고 1979년 현대양행에 입사해 본격적으로 경영수업을 받았다. 1985년 만도기계 전무, 1989년 같은 회사 사장, 1992년 한라그룹 부회장을 거친 후 1997년 그룹 회장에 올랐다.
그러나 무리하게 추진했던 조선사업이 걸림돌로 작용하면서 그룹 회장 취임 1년 만에 '그룹 해체'라는 비극적인 상황을 맞았다. 이 과정에서 정 회장은 계열사인 한라건설 회장으로 물러나기도 했다. 이후 1999년 만도를 매각한 뒤 8년 만에 되찾았다. 하지만 정 회장은 주식배당을 두고 정몽국 전 한라건설 부회장과 법정다툼을 벌인 바 있으며, 한라중공업 불법지원과 관련해 집행유예를 선고받기도 했다.
아이스하키에 관심을 가져안양 한라 아이스하키단의 구단주를 맡고 있으며, 2013년부터 2021년까지 대한아이스하키협회의 회장을 맡았다.

## 가족
- 할아버지 : 정봉식(鄭捧植)
- 할어머니 : 한성실(韓成實)
- 부 정인영(1920년 - 2006년) : 한라그룹 명예회장
- 형 정몽국